# Magyarország az 1999-es rövid pályás úszó-Európa-bajnokságon
Magyarország a portugáliai Lisszabonban megrendezett 1999-es rövid pályás úszó-Európa-bajnokság egyik részt vevő nemzete volt. A magyar csapat Kovács Ágnes által három ezüstérmet szerzett.

## Eredmények

### Férfi
| Versenyző         | Versenyszám  | Előfutam | Előfutam | Előfutam | Elődöntő | Elődöntő | Elődöntő | Döntő   | Döntő    |
| Versenyző         | Versenyszám  | Idő      | Hely.    | Össz.    | Idő      | Hely.    | Össz.    | Idő     | Helyezés |
| ----------------- | ------------ | -------- | -------- | -------- | -------- | -------- | -------- | ------- | -------- |
| Szentesi Szabolcs | 50 m hát     | 27,42    | 4.       | 27.      | kiesett  | kiesett  | kiesett  | kiesett | kiesett  |
| Szentesi Szabolcs | 100 m hát    | 57,64    | 7.       | 23.      | kiesett  | kiesett  | kiesett  | kiesett | kiesett  |
| Szentesi Szabolcs | 200 m hát    | 2:01,68  | 5.       | 15.      |          |          |          | kiesett | kiesett  |
| Batházi István    | 200 m vegyes | 2:02,21  | 3.       | 11.      |          |          |          | kiesett | kiesett  |
| Batházi István    | 400 m vegyes | 4:18,15  | 6.       | 9.       |          |          |          | 4:14,94 | 6.       |

### Női
| Versenyző       | Versenyszám | Előfutam | Előfutam | Előfutam | Elődöntő | Elődöntő | Elődöntő | Döntő    | Döntő    |
| Versenyző       | Versenyszám | Idő      | Hely.    | Össz.    | Idő      | Hely.    | Össz.    | Idő      | Helyezés |
| --------------- | ----------- | -------- | -------- | -------- | -------- | -------- | -------- | -------- | -------- |
| Kovács Kornélia | 400 m gyors | 4:14,08  | 5.       | 10.      |          |          |          | kiesett  | kiesett  |
| Kovács Kornélia | 800 m gyors | 8:39,99  | 5.       | 11.      |          |          |          | Időfutam | Időfutam |
| Kiss Annamária  | 100 m hát   | 1:03,37  | 5.       | 17.      | kiesett  | kiesett  | kiesett  | kiesett  | kiesett  |
| Kiss Annamária  | 200 m hát   | 2:12,90  | 3.       | 7.       |          |          |          | 2:11,92  | 7.       |
| Kovács Ágnes    | 50 m mell   | 31,65    | 1.       | 2.       | 31,39    | 1.       | 1.       | 31,49    |          |
| Kovács Ágnes    | 100 m mell  | 1:08,92  | 1.       | 1.       | 1:08,09  | 1.       | 1.       | 1:08,30  |          |
| Kovács Ágnes    | 200 m mell  | 2:26,96  | 1.       | 1.       |          |          |          | 2:25,41  |          |